# Campeonato Europeo de Remo de 1913
El XXI Campeonato Europeo de Remo se celebró en Gante (Bélgica) en 1913 bajo la organización de la Federación Internacional de Sociedades de Remo (FISA).
En total se disputaron cinco pruebas diferentes, todas ellas en la categoría masculina.

## Resultados

### Masculino
| Evento                 | Oro | Plata | Bronce |
| ---------------------- | --- | --- | --- |
| Scull individual M1X   | Friedrich Graf Alemania | — | — |
| Doble scull M2X        | Hermann Barrelet Anatol Peresselenzeff Francia | Giuseppe Sinigaglia Nino Torlaschi Italia                                                                                             | Bernhard von Gaza Wenzel Joesten Alemania |
| Dos con timonel M2+    | Gabriel Poix Maurice Bouton Paul Thivans (t) Francia | Charles Holzmann · Alfred Felber · NC (t) · Suiza                                                                                     | Giorgio Gianolio Franco Lajolo Gustavo Canton (t) Italia                                                                                            |
| Cuatro con timonel M4+ | Hans Walter · Max Rudolf · Paul Schmid · Walter Schoeller · Charles Muhr (t) · Suiza                                                                          | Werner Furthmann Max Vetter Oscar Cordes Lorenz Eismayer Johann-Baptist Strohschnitter (t) Alemania                                   | Francia |
| Ocho con timonel M8+   | Werner Furthmann Josef Fremersdorf Richard Piez Kurt Hoffmann Oscar Cordes Max Vetter Georg Oertel Lorenz Eismayer Johann-Baptist Strohschnitter (t) Alemania | Hans Walter · Max Rudolf · Paul Schmid · F. Bon · Georges Thoma · Wilhelm Walter · H. Studer · Walter Schoeller · A. Wolf (t) · Suiza | Emilio Lucca Enrico Marinoni Ettore Lucioni Giuseppe Sinigaglia Franco Lajolo Giorgio Gianolio Nino Torlaschi Alfredo Taroni Plinio Urio (t) Italia |

## Medallero
| Núm. | País     | Oro | Plata | Bronce | Total |
| ---- | -------- | --- | ----- | ------ | ----- |
| 1    | Alemania | 2   | 1     | 1      | 4     |
| 2    | Francia  | 2   | 0     | 1      | 3     |
| 3    | Suiza    | 1   | 2     | 0      | 3     |
| 4    | Italia   | 0   | 1     | 2      | 3     |
|      | TOTAL    | 5   | 4     | 4      | 13    |